# Magusa strigifera
Magusa strigifera är en fjärilsart som beskrevs av Walker 1857. Magusa strigifera ingår i släktet Magusa och familjen nattflyn. Inga underarter finns listade i Catalogue of Life.